# Pravokutnik
Pravokutnik (pravokutna pačetvorina ili pačetvorina), četverokut i geometrijski lik, vrsta paralelograma s četirima pravim kutovima. Dvije nasuprotne stranice su uvijek jednake duljine, kao i dijagonale. Poseban oblik pravokutnika kojemu su sve stranice jednake duljine zove se kvadrat. Duljina dužih stranica se definira kao duljina cijelog pravokutnika, a duljina kraćih kao širina pravokutnika.

## Formule
(a - širina pravokutnika, b - duljina pravokutnika)
| P (površina):                 | {\displaystyle a\cdot b}              |
| O (opseg):                    | {\displaystyle 2\cdot (a+b)}          |
| d (dijagonala):               | {\displaystyle {\sqrt {a^{2}+b^{2}}}} |
| R (radijus opisane kružnice): | {\displaystyle {\frac {d}{2}}}        |

## Unutarnje poveznice
- kvadrat (četvorina)